# Licantén
Licantén is een gemeente in de Chileense provincie Curicó in de regio Maule. Licantén telde 6.653 inwoners in 2017 en heeft een oppervlakte van 273 km².